# Bogué
 Bogué (eller Boghé) er en by og en kommune i Brakna-regionen i det sydlige Mauretanien.
I 2013 var der ifølge en folketælling en befolkning på 40.341.
Byen har et gymnasium, men ikke et universitet. Der er planer om opførelse af et hospital i byen.[kilde mangler]